# Bróker
A bróker (magyarul alkusz) olyan ügynök, aki ügyfele megbízása alapján működő, pénzügyi szolgáltatást közvetít. Bár a fogalom tágabb értelmű, a mai hétköznapi szóhasználatban Magyarországon az értékpapír-kereskedőket nevezik brókereknek. Fontos alfaja még a biztosítási bróker (biztosítási alkusz). A pénzügyi szolgáltató tevékenységet általában nem egyes személyek, hanem erre jogosult cégek, vállalatok végzik.

## Tőzsdeügynök
Olyan kereskedő, aki a saját nevében, de más megbízásából, más számára köt szerződéseket a tőzsdén. A jogszabály a bróker szó helyett a „tőzsdei kereskedő” kifejezést használja a tőzsdén kereskedési joggal rendelkező személyekre. Az értékpapírpiacokat szabályozó tőkepiaci törvény (Tpt.) rendelkezése alapján tőzsdei kereskedőcég alapvetően befektetési vállalkozás és hitelintézet lehet. Ez utóbbiak jellemzően a bankok, míg az előbbiek (melyeket a köznyelv általánosan brókercégeknek nevez) csoportjába háromféle társaság: az értékpapír-bizományos, az értékpapír-kereskedő és az értékpapír befektetési társaság tartozik. Ezek jogosítványai eltérőek abban a vonatkozásban, hogy az ún. befektetési szolgáltatási, illetve a kiegészítő befektetési szolgáltatási tevékenységek közül melyek végzésére jogosultak.